# Aeroporto di Porto Alegre-Salgado Filho
L'aeroporto internazionale Salgado Filho (IATA: POA, ICAO: SBPA), precedentemente indicato come Aeroporto di Porto Alegre-Salgado Filho è un aeroporto brasiliano situato a 10 km dal centro della città di Porto Alegre, capitale dello Stato federato del Rio Grande do Sul, l'ottavo più trafficato nel Brasile e giudicato uno dei migliori della nazione sudamericana con una puntualità del 99,8% nel piano di volo.
La struttura, posta all'altitudine di 3 m / 11 ft sul livello del mare, è dotata di due terminal passeggeri, uno per i voli nazionali ed uno per quelli internazionali, uno per il traffico cargo, una torre di controllo e di una pista d'atterraggio con fondo in asfalto, lunga 2 280 m e larga 42 m (7 481 × 140 ft) con orientamento 05/23, dotata di sistemi di assistenza all'atterraggio, tra cui un impianto di illuminazione ad alta intensità (HIRL) e l'indicatore visivo di angolo d'approccio PAPI.
L'aeroporto, gestito dalla società INFRAERO, effettua attività sia secondo le regole del volo a vista (VFR) che del volo strumentale (IFR) ed è aperto al traffico commerciale.